# Hípica als Jocs Olímpics d'estiu de 1912 - Salts d'obstacles individual
Els salts d'obstacles individual va ser una de les cinc proves d'hípica que es van disputar als Jocs Olímpics d'Estiu de 1912, a Estocolm. Aquesta va ser la segona vegada que es disputava aquesta prova. Es disputà el 16 de juliol, amb la presència de 31 genets en representació de 8 països.

## Medallistes
| Or                     | Plata                       | Bronze                            |
| Jean Cariou amb Mignon | Rabod von Kröcher amb Dohna | Emmanuel de Blommaert amb Clomore |

## Resultats
3 minuts i 50 segons era el temps màxim assignat i 190 punts era la puntuació màxima.
| Final | Final                                           | Final        | Final        | Final        | Final        | Final    |
| Pos.  | Genet                                           | Temps        | Penalització | Penalització | Puntuació    | Desempat |
| ----- | ----------------------------------------------- | ------------ | ------------ | ------------ | ------------ | -------- |
| 1     | Jean Cariou amb Mignon (FRA)                    | ---          | 0            | 4            | 186          | 55       |
| 2     | Rabod von Kröcher amb Dohna (GER)               | ---          | 0            | 4            | 186          | 53       |
| 3     | Emmanuel de Blommaert amb Clomore (BEL)         | ---          | 0            | 5            | 185          |          |
| 4     | Herbert Scott amb Shamrock (GBR)                | ---          | 0            | 6            | 184          |          |
| 5     | Sigismund Freyer amb Ultimus (GER)              | ---          | 0            | 7            | 183          |          |
| 6     | Nils Adlercreutz amb Ilex (SWE)                 | ---          | 0            | 9            | 181          |          |
| 6     | Ernst Casparsson amb Kiriki (SWE)               | ---          | 0            | 9            | 181          |          |
| 6     | Wilhelm von Hohenau amb Pretty Girl (GER)       | ---          | 0            | 9            | 181          |          |
| 9     | Ernst Deloch amb Hubertus (GER)                 | ---          | 0            | 10           | 180          |          |
| 9     | Gustaf Lewenhaupt amb Medusa (SWE)              | ---          | 0            | 10           | 180          |          |
| 9     | Charles Lewenhaupt amb Arno (SWE)               | ---          | 0            | 10           | 180          |          |
| 9     | Dmitri Pavlovich amb Unité (RUS)                | ---          | 0            | 10           | 180          |          |
| 13    | Michel Dufourt amb Amazone (FRA)                | ---          | 0            | 11           | 179          |          |
| 13    | Carl-Axel Torén amb Falken (SWE)                | ---          | 0            | 11           | 179          |          |
| 15    | Karol Rómmel amb Siablik (RUS)                  | ---          | 0            | 12           | 178          |          |
| 16    | Enrique Deichler amb Chile (CHI)                | ---          | 0            | 14           | 176          |          |
| 16    | Aleksandr Rodzyanko amb Eros (RUS)              | ---          | 0            | 14           | 176          |          |
| 18    | Friedrich von Grote amb Polyphem (GER)          | ---          | 0            | 16           | 174          |          |
| 18    | Frederic Carles de Prússia amb Gibson Boy (GER) | ---          | 0            | 16           | 174          |          |
| 18    | Sergey Zagorsky amb Bandoura (RUS)              | ---          | 0            | 16           | 174          |          |
| 21    | Mikhail Pleshkov amb Yvette (RUS)               | ---          | 0            | 17           | 173          |          |
| 22    | Åke Hök amb Mona (SWE)                          | ---          | 0            | 20           | 170          |          |
| 22    | Aleksey Selikhov amb Tugela (RUS)               | ---          | 0            | 20           | 170          |          |
| 24    | Karl Kildal amb Garcia (NOR)                    | ---          | 0            | 22           | 168          |          |
| 25    | Elias Yañes amb Patria (CHI)                    | ---          | 0            | 24           | 166          |          |
| 26    | Jørgen Jensen amb Jossy (NOR)                   | ---          | 0            | 25           | 165          |          |
| 27    | Paul Kenna amb Harmony (GBR)                    | 0:22.0       | 10           | 18           | 162          |          |
| 28    | Jens Falkenberg amb Florida (NOR)               | ---          | 0            | 29           | 161          |          |
| 29    | Edward Radcliffe-Nash amb The Flea (GBR)        | 0:40.2       | 18           | 19           | 153          |          |
| 30    | Guy Reyntiens amb Beau Soleil (BEL)             | 0:33.0       | 14           | 29           | 147          |          |
| —     | Ernest Meyer amb Ursule (FRA)                   | No finalitza | No finalitza | No finalitza | No finalitza |          |